# Fundación Ávila
Fundación Ávila es una entidad privada sin ánimo de lucro, constituida en 2012 y con sede en la ciudad de Ávila (España), cuyo objetivo es promover el desarrollo cultural, social y educativo de la provincia. Nacida para dar continuidad a la antigua obra social de la Caja de Ahorros de Ávila, impulsa programas propios y colaborativos en los ámbitos de la cultura, la inclusión, el medio ambiente y la formación. Gestiona varios espacios emblemáticos como el Palacio Los Serrano y la colonia de Venero Claro.

## Historia
Fundación Ávila es una entidad privada sin ánimo de lucro constituida el 27 de noviembre de 2012 como heredera de la obra social de la antigua Caja de Ahorros de Ávila (Caja de Ávila). Su creación vino motivada por la reestructuración del sistema de cajas de ahorro en España tras la integración de Caja de Ávila en Bankia en 2010 y la pérdida de su participación en esa entidad financiera, lo que llevó a transformar la antigua caja en una fundación para dar continuidad a su labor benéfico-social. Durante más de un año, una comisión gestora designada por la Junta de Castilla y León pilotó este proceso de transformación, hasta que el 19 de febrero de 2014 quedó oficialmente constituido el primer Patronato de Fundación Caja de Ávila, culminando el periodo de transición institucional. Dicho Patronato inicial estuvo formado por 16 miembros (principalmente antiguos consejeros de la caja junto a representantes de instituciones locales) y asumió la dirección de la nueva fundación en sustitución de la gestora provisional.
En diciembre de 2017 la entidad adoptó la denominación abreviada “Fundación Ávila” en lugar de “Fundación Caja de Ávila”, presentando además un nuevo logotipo para reflejar una etapa renovada con un enfoque más moderno. El diseño del logotipo, obra del artista abulense Mario Sánchez Yonte, conservó la silueta de la muralla de Ávila como elemento identitario, y fue seleccionado mediante un concurso de ideas al que concurrieron 49 propuestas.
En años posteriores la Fundación Ávila ha continuado adaptándose a las necesidades del entorno; en 2021 aprobó un nuevo plan estratégico para diversificar sus ámbitos de actuación más allá del cultural, incorporando iniciativas sociales, educativas, medioambientales y de desarrollo territorial con un enfoque innovador y dinámico.

## Fines y objeto
La Fundación Ávila tiene por objeto dar continuidad a la obra social de la antigua caja, promoviendo el desarrollo territorial de la provincia de Ávila mediante actividades de carácter social, educativo, cultural y benéfico. De acuerdo con sus estatutos fundacionales, persigue la creación, sostenimiento y ejecución de obras sociales, culturales y asistenciales, ya sea en gestión propia o en colaboración con otras entidades, orientadas preferentemente a ámbitos como la investigación, la enseñanza, la cultura, la salud y la asistencia social, siempre al servicio del interés general de la provinciafundacioncajadeavila.esfundacioncajadeavila.es. En esencia, la Fundación Ávila mantiene la misión de mejorar la convivencia y el bienestar colectivo de la sociedad abulense, apoyando iniciativas que fomenten la educación, la cultura, la protección del patrimonio, la inclusión social y el desarrollo sostenible del entorno.
Estos fines se materializan en una amplia gama de programas y actuaciones. La fundación define su misión corporativa como la de “aunar esfuerzos para generar desarrollo sostenible y activar los territorios” mediante proyectos innovadores basados en las personas, la sostenibilidad y el entorno, contribuyendo así a la educación, la cultura, el medio ambiente y el progreso social. Sus valores institucionales incluyen el compromiso con las personas y el territorio, la igualdad de oportunidades, el trabajo en colaboración, la participación activa de la comunidad, la pasión por el trabajo bien hecho, la escucha de las necesidades sociales, la transparencia y la transferencia de conocimiento. En conjunto, la razón de ser de Fundación Ávila es servir de motor para iniciativas que enriquezcan la sociedad abulense en los ámbitos cultural, social y económico.

## Proyectos y actividades
Desde su creación, la Fundación Ávila ha desarrollado un extenso programa de proyectos y actividades en sus diferentes áreas de actuación. En sus primeros años, la fundación puso un énfasis especial en la promoción cultural, considerando la cultura “el mejor aliado para afrontar las complejidades de la existencia”. Se organizan de forma regular exposiciones artísticas, ciclos culturales, conciertos, conferencias y talleres formativos en una variedad de disciplinas. Por ejemplo, en la sede de la fundación se imparten numerosos talleres y cursos dirigidos a todo tipo de públicos, abarcando materias como literatura, nuevas tecnologías, artes plásticas, medio ambiente o artes gráficas, entre otras. Entre estos destacan los talleres de grabado y encuadernación artística, la oferta de cursos de informática para mayores, clubes de lectura y actividades de fomento de la creatividad, lo cual ha convertido al centro cultural de Fundación Ávila en un referente de la vida cultural local.

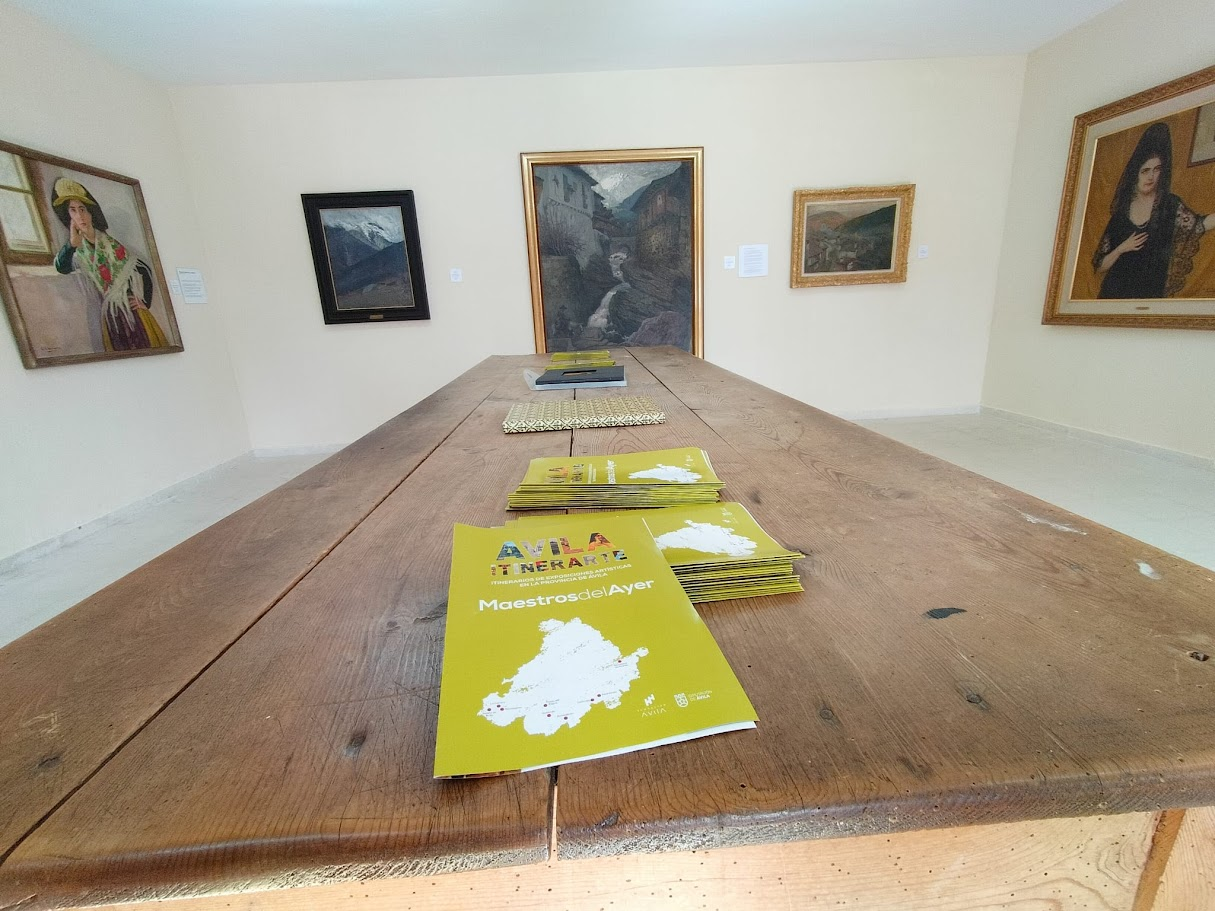
Foto de la exposición Maestros del Ayer

En el ámbito expositivo, la fundación gestiona un importante fondo artístico propio, compuesto por unas 2.500 obras de pintura, escultura y otras manifestaciones, en gran parte heredado de la colección de la antigua caja. Con el doble objetivo de poner en valor este patrimonio artístico y acercar la cultura a todos los rincones de la provincia, surgió en 2023 el proyecto “Ávila ItinerArte”, un programa de exposiciones itinerantes por diversos municipios abulenses. Bajo este proyecto, la Fundación Ávila, con financiación de la Diputación Provincial, organiza muestras que exhiben obras de reconocidos artistas vinculados a Ávila –como Benjamín Palencia, Eduardo Chicharro, Daniel Vázquez Díaz, Jesús López Mezquita o Eduardo Martínez Vázquez– llevándolas sucesivamente a casas de cultura y espacios municipales de varias localidades. En 2024 este circuito itinerante logró atraer a 10.000 visitantes en total, con unas 500 personas participando además en visitas guiadas organizadas en los pueblos visitados. Dado el éxito de la iniciativa, en 2025 se lanzó la tercera edición de Ávila ItinerArte, programando exposiciones en ocho municipios (Guisando, Solana, Piedralaves, Casavieja, Navatejares, La Carrera, Hoyos del Espino, Mombeltrán) entre enero de 2025 y febrero de 2026. Este proyecto ha sido destacado como un ejemplo de colaboración público-privada para democratizar el acceso a la cultura, vertebrando el territorio a través del arte y difundiendo el legado pictórico abulense más allá de la capital.
En el campo social y educativo, la fundación impulsa programas orientados a la inclusión y la igualdad de oportunidades, con especial atención a la capacitación de colectivos vulnerables. Desde 2021 colabora con la iniciativa STEM Talent Girl (de la Fundación ASTI y la Junta de Castilla y León) para motivar a niñas y jóvenes a orientar su futuro académico hacia las ciencias, tecnología e ingeniería, reduciendo la brecha de género en estos sectores estratégicos. Asimismo, en 2022 puso en marcha el programa “Practica Empleo”, un servicio permanente de orientación laboral para mujeres en situación de vulnerabilidad de la provincia de Ávila, brindándoles asesoramiento personalizado en la búsqueda de empleo y herramientas para mejorar su empleabilidad con perspectiva de género. A esta iniciativa siguió “Ávila Emplea +45” en 2023, desarrollado en colaboración con Fundación “la Caixa” y dirigido a mujeres desempleadas mayores de 45 años. Este programa diseñó itinerarios individualizados de inserción laboral y varios talleres grupales para reforzar competencias clave, logrando mediante un acompañamiento continuo mejorar las oportunidades de acceso al mercado laboral de decenas de mujeres abulenses.

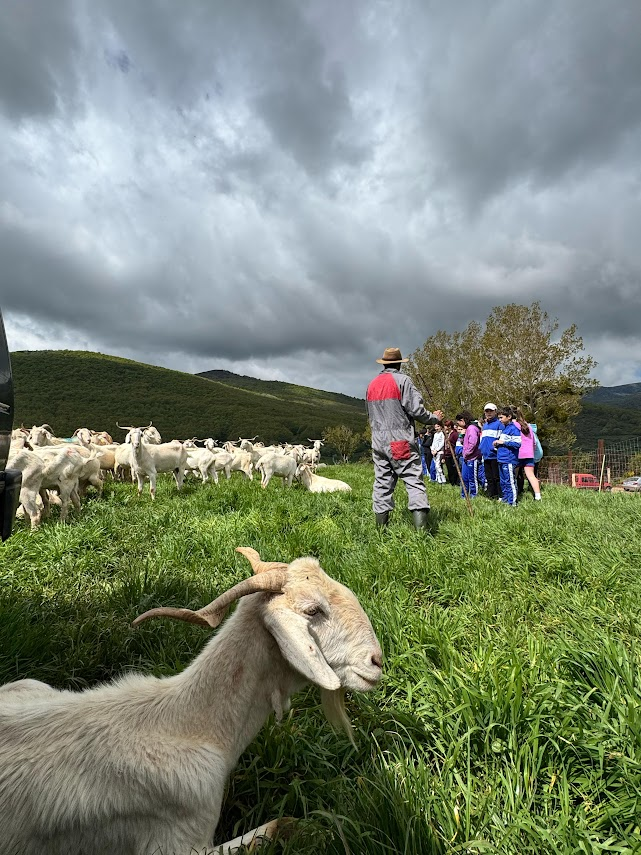
Actividad de divulgación con niños dentro del marco del proyecto Reactiva Brañosera.

En el ámbito medioambiental, Fundación Ávila desarrolla varios programas centrados en sostenibilidad, inclusión y gestión del territorio. Destaca Green Lab, una iniciativa formativa en jardinería, compostaje y mantenimiento de espacios verdes dirigida a personas en situación de vulnerabilidad, con especial atención a la empleabilidad y la igualdad de oportunidades. En colaboración con la Universidad Católica de Ávila y otras entidades, participa en CarPasFor, un proyecto que combina pastoreo extensivo y reforestación para incrementar la captura de carbono en suelos degradados mediante técnicas tradicionales aplicadas con base científica. También forma parte de Reactiva Brañosera, enfocado en la restauración de paisajes forestales y comunales, donde coordina acciones como plantaciones, instalación de colmenas, cajas nido y una escuela de pastores, fomentando la bioeconomía rural y la conservación activa del medio natural. Reactiva Brañosera cuenta con el apoyo de la Fundación Biodiversidad del Ministerio para la Transición Ecológica y el Reto Demográfico (MITECO) en el marco del Plan de Recuperación, Transformación y Resiliencia (PRTR), financiado por la Unión Europea - NextGeneration EU.
Otro proyecto innovador es “SKYLAB”, enfocado en el desarrollo del astroturismo como nicho de turismo sostenible en las zonas rurales de Ávila. Lanzado en 2022, Skylab se llevó a cabo en colaboración con la Diputación Provincial y el Grupo de Observadores Astronómicos de Ávila (GOAA), con apoyo del Ministerio para la Transición Ecológica, y consistió en un plan formativo pionero para profesionalizar a agentes turísticos locales en la creación de experiencias de observación astronómica. El programa ofreció cursos gratuitos en municipios como Hoyos del Espino, Madrigal de las Altas Torres y Cebreros, formando a más de 60 nuevos “dinamizadores” del turismo de estrellas (guías especializados en astronomía) que ya están implementando actividades astroturísticas en diversos pueblos. El impacto de Skylab ha sido significativo, no solo por generar oportunidades económicas ligadas al cielo nocturno abulense, sino también por fijar población en el medio rural a través de un turismo innovador. Este proyecto recibió un importante reconocimiento nacional en 2023 al ser galardonado en los Premios CECA de Obra Social como mejor iniciativa de desarrollo local y creación de empleo (categoría Obra Social) de entre todas las presentadas por fundaciones de cajas de ahorro. SKYLAB se ha consolidado como una línea estratégica de la fundación, repitiéndose en 2023 y 2024 con nuevas ediciones adaptadas a diferentes municipios de la provincia, fortaleciendo el empleo rural ligado al cielo nocturno abulense.
Finalmente, cabe mencionar las actividades dirigidas a la infancia y juventud, campo en el que la fundación ha dado continuidad a programas históricos de la antigua obra social. Cada verano organiza en la colonia de Venero Claro campamentos y convivencias educativas para niñas y niños de 8 a 13 años, combinando ocio al aire libre con formación en valores. Además, Fundación Ávila suele colaborar con otras entidades del tercer sector y organismos públicos locales en iniciativas de acción social, voluntariado, mecenazgo cultural y eventos solidarios a lo largo del año, reforzando así el tejido asociativo de la provincia.

## Infraestructura
Fundación Ávila dispone de varios espacios e infraestructuras emblemáticas para desarrollar sus actividades. Su sede central se encuentra en el Palacio de Los Serrano de la ciudad de Ávila, un histórico palacio renacentista del siglo XVI situado extramuros, en la Plaza de Italia n.º 1. Este edificio perteneció originalmente a la noble familia de los Serrano y con el tiempo ha tenido distintos usos institucionales (fue sede del Gobierno Civil, de la Diputación Provincial y una de las primeras sedes de la antigua Caja de Ahorros) antes de su rehabilitación integral como centro cultural. Tras una compleja restauración, el palacio fue reinaugurado oficialmente el 30 de octubre de 2003 por el rey Juan Carlos I, reconvertido en un moderno espacio sociocultural. La intervención arquitectónica recibió el premio internacional BEX Award 2006 a la excelencia en rehabilitación edificatoria, y en 2012 obtuvo además el segundo premio del Concurso de Accesibilidad del Colegio Oficial de Arquitectos de Madrid y la Fundación ONCE, reconociendo la adecuación del edificio para personas con discapacidad. Actualmente el Palacio de Los Serrano funciona como un centro cultural multifuncional de más de 1.000 m², contando con salas de exposiciones, aulas de formación, talleres (incluyendo un taller de grabado y otro de pintura), biblioteca y sala de reuniones. También alberga un Auditorio propio, cafetería, tienda-librería y un patio porticado ajardinado que se emplea para eventos. Las salas expositivas del palacio (denominadas Eduardo Chicharro, Benjamín Palencia y Martínez Vázquez, en honor a destacados pintores) acogen muestras temporales de arte, mientras que las aulas y talleres permiten impartir la variada oferta de cursos y actividades culturales de la fundación durante todo el año.
Por otro lado, Fundación Ávila es propietaria de la conocida Colonia “Venero Claro”, una instalación educativa y de ocio ubicada en plena naturaleza, en el valle del río Alberche (a unos 40 km de Ávila, cerca de Navaluenga). Este amplio complejo al aire libre –que comprende 90.000 m² de montes y praderas vallados dentro de la Reserva Natural del Valle de Iruelas– fue inaugurado en la década de 1970 y desde entonces ha acogido a miles de niños abulenses en campamentos de verano y colonias escolares. Venero Claro dispone de diversas edificaciones y recursos: alojamientos para participantes, comedores, aulas y salas multiuso, granja-escuela con corrales de animales, huerto ecológico, viñedo, y múltiples instalaciones deportivas (piscina de 25 metros, canchas de baloncesto, voleibol y fútbol sala, campo de fútbol y hasta una zona de tiro con arco). Cuenta además con senderos propios para rutas en la naturaleza, un pequeño embalse propio para garantizar el suministro de agua, y áreas de aparcamiento para las visitas familiares. Venero Claro es considerado “la estrella de los programas de la fundación dedicados a la infancia y la juventud”, al ser el escenario de actividades de educación ambiental, deporte en la naturaleza y convivencia que la entidad organiza anualmente para los más jóvenes.
Adicionalmente, la fundación gestiona un Auditorio independiente situado en pleno centro histórico de Ávila (calle Pedro de Lagasca), con 330 localidades de aforo. Este auditorio, heredado también de la obra social de la antigua caja, dispone de escenario de tamaño medio, piano de concierto, camerinos y equipamiento técnico, lo que lo hace apto para la celebración de conciertos de cámara, conferencias, presentaciones y actos institucionales. Fundación Ávila cede o alquila este espacio a organizaciones que lo solicitan para eventos sin ánimo de lucro que encajen con sus fines, contribuyendo así a la oferta cultural de la ciudad.
La combinación del Palacio de Los Serrano como centro cultural expositivo y formativo, la colonia Venero Claro como centro de ocio educativo en la naturaleza, y el auditorio como espacio escénico, conforma la infraestructura principal de la fundación para llevar a cabo sus proyectos en distintos ámbitos.

## Referencia
1. ↑  Ávila, Diario de (19 de febrero de 2014). «Culmina la transformación de la Fundación Caja de Ávila al constituirse su patronato». Diario de Ávila (en spanish). Consultado el 29 de julio de 2025.
2. ↑  «La Fundación Caja de Ávila pasa a llamarse Fundación Ávila». La Vanguardia. 15 de diciembre de 2017. Consultado el 29 de julio de 2025.
3. 1 2  «Historia y fines de la Fundación Ávila | fundacionavila.es». Fundación Ávila. Consultado el 29 de julio de 2025.
4. 1 2  «Estatutos 2024». Web Fundación Ávila. 2024. Consultado el 29 de julio de 2025.
5. 1 2  «Palacio Los Serrano | fundacionavila.es». Fundación Ávila. Consultado el 29 de julio de 2025.
6. ↑  Ruiz-Ayúcar, Javier (21 de marzo de 2023). «Ávila ItinerArte promoverá la difusión cultural en la provincia». Tribuna de Ávila. Consultado el 29 de julio de 2025.
7. ↑  «Proyecto Ávila ItinerarArte | fundacionavila.es». Fundación Ávila. Consultado el 29 de julio de 2025.
8. ↑  «La Diputación y Fundación Ávila ponen en marcha ItinerArte 2025 | fundacionavila.es». Fundación Ávila. Consultado el 29 de julio de 2025.
9. ↑  «Practica Empleo | fundacionavila.es». Fundación Ávila. Consultado el 29 de julio de 2025.
10. ↑  «Practica Empleo 2.0 | fundacionavila.es». Fundación Ávila. Consultado el 29 de julio de 2025.
11. ↑  «Ávila Emplea +45 | fundacionavila.es». Fundación Ávila. Consultado el 29 de julio de 2025.
12. ↑  Avilared (14 de abril de 2025). «Fundación Ávila es acreditada como Entidad para la Igualdad de Oportunidades». Ávilared | Noticias de Ávila. Archivado desde el original el 15 de abril de 2025. Consultado el 29 de julio de 2025.
13. ↑  Press, Europa (26 de julio de 2025). «El proyecto Greenlab, de Fundación Ávila con Fundación 'la Caixa', forma un total de 14 personas en riesgo de exclusión». www.europapress.es. Consultado el 29 de julio de 2025.
14. ↑  Prensa, UCAV (20 de mayo de 2024). «La UCAV, Fundación Ávila y ACAPRI presentan el proyecto de investigación CarPasFor con el objetivo de combatir el cambio climático». Ucavila. Consultado el 29 de julio de 2025.
15. ↑  «Investigación y reactivación de la bioeconomía forestal en los terrenos comunales del municipio de Brañosera (REACTIVABRAÑOSERA)». Fundación Biodiversidad. Consultado el 29 de julio de 2025.
16. ↑  «Proyecto Proyecto Skylab | fundacionavila.es». Fundación Ávila. Consultado el 29 de julio de 2025.
17. ↑  «Proyecto SKYLAB II | fundacionavila.es». Fundación Ávila. Consultado el 29 de julio de 2025.
18. ↑  «Proyecto SKYLAB III | fundacionavila.es». Fundación Ávila. Consultado el 29 de julio de 2025.
19. ↑  «Venero Claro | fundacionavila.es». Fundación Ávila. Consultado el 29 de julio de 2025.
20. ↑  «Auditorio | fundacionavila.es». Fundación Ávila. Consultado el 29 de julio de 2025.